# Château-Chalon
Château-Chalon település Franciaországban, Jura megyében. Lakosainak száma 146 fő (2022. január 1.). Château-Chalon Frontenay, Blois-sur-Seille, Domblans, Ladoye-sur-Seille, Menétru-le-Vignoble, Nevy-sur-Seille és Voiteur községekkel határos.

## Népesség
A település népességének változása:
| Lakosok száma | 192  | 156  | 153  | 166  | 154  | 151  | 146  | 141  | 140  | 146  |
|               | 1968 | 1982 | 1990 | 2006 | 2013 | 2015 | 2017 | 2019 | 2020 | 2022 |